# Берлинский дворец спорта
Берлинский дворец спорта (нем. Berliner Sportpalast) — многофункциональный культурно-спортивный центр, рассчитанный на 100 тыс. посетителей. Берлинский дворец спорта был построен в берлинском районе Шёнеберг в 1910 году и снесён 13 ноября 1973 года. Получил известность благодаря речи Йозефа Геббельса о «тотальной войне».

## История
Компания Internationale Sportpalast- und Winter-Velodrom GmbH приобрела земельный участок в 1909 году и наняла архитектора Германа Дернбурга для его застройки. На момент открытия в ноябре 1910 года дворец спорта располагал самым крупным в мире искусственным катком. Благодаря ему зимние виды спорта, в особенности хоккей с шайбой и конькобежный спорт, стали более зрелищными и обрели популярность в Берлине. На торжественном открытии спортивного комплекса композитор Рихард Штраус дирижировал оркестром, исполнившим 9-ю симфонию Бетховена. Пик популярности дворца спорта в Берлине пришёлся на золотые двадцатые: в нём проходили знаменитые боксёрские поединки. С 1911 года в Берлинском дворце спорта проходили ежегодные берлинские шестидневные велогонки. Во дворце спорта также организовывались кинопоказы, в 1919 году он был признан самым крупным кинотеатром мира. Дворец спорта в 1920-е годы также принимал костюмированные балы и даже пивной праздник.
В Веймарской республике спортивный дворец в Берлине стал принимать съезды политических партий. Здесь выступали с речами будущий рейхсканцлер Генрих Брюнинг от Партии центра, лидер коммунистов Эрнст Тельман от КПГ и будущий министр пропаганды Третьего рейха Йозеф Геббельс. 16 ноября 1928 года в Берлинском дворце спорта впервые выступил Адольф Гитлер.
Геббельс сразу оценил пропагандистский потенциал Берлинского дворца спорта и называл его «наша трибуна». Политические противники НСДАП тоже использовали дворец спорта в своих целях. Даже после прихода национал-социалистов к власти в Германии коммунисты 23 февраля 1933 года провели крупный митинг во время предвыборной кампании мартовских парламентских выборов, на котором с основной речью выступил Вильгельм Пик. После победы на выборах национал-социалисты запретили оппозиционные партии, дворец спорта находился в их исключительном распоряжении, спортивные мероприятия во дворце спорта уже почти не проводились.

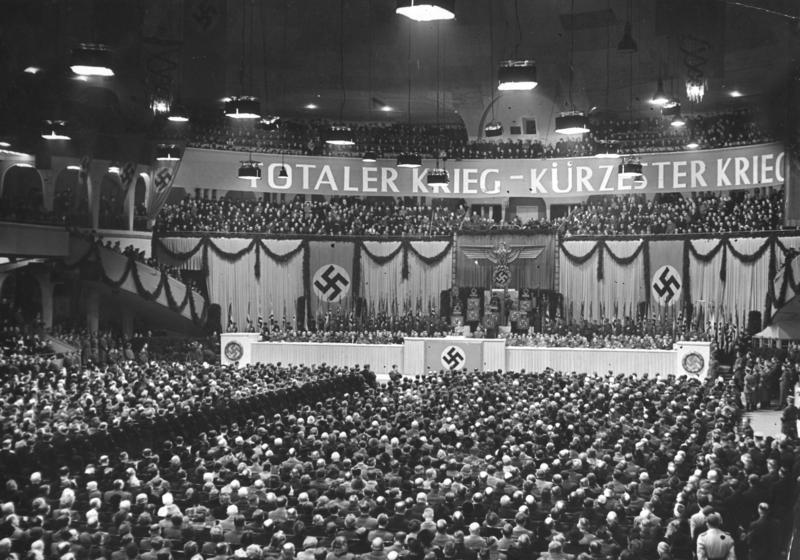
Геббельс выступает с речью о тотальной войне в Берлинском дворце спорта 18 февраля 1943 года

30 января 1942 года в Берлинском дворце спорта речь по случаю 9-летия «тысячелетнего рейха» произнёс Гитлер. 
Самым крупным политическим событием в Берлинском дворце спорта стало выступление Геббельса 18 февраля 1943 года, известное как «речь о тотальной войне», в которой после поражения в Сталинградской битве министр пропаганды призвал к тотальной войне. Спустя ровно два года после речи Гитлера, 30 января 1944 года Берлинский дворец спорта подвергся бомбардировке со стороны союзников. Руины дворца спорта разбирали ещё во время войны. Зимой 1944—1945 года в нём под открытым небом проходили представления фигуристов. После войны дворец спорта быстро восстановили в достаточно упрощённом виде. До возведения крыши в 1953 году во дворце спорта работал каток, где проходили хоккейные соревнования. После 1953 года во дворце спорта также проходили музыкальные концерты.
К началу 1970-х годов эксплуатация дворца спорта в Берлине перестала приносить доход, и 13 ноября 1973 года Берлинский дворец спорта был снесён, а на его месте в 1977 году был возведён жилой комплекс, известный ныне как «Палласеум». Четырёхэтажный бункер при Берлинском дворце спорта сохранился по настоящее время.